# 奥村幸司
奥村 幸司（おくむら こうじ、1973年10月16日 - ）は、1990年代後半から2000年代初頭にかけて活躍した社会人野球の選手（外野手、右投げ左打ち）である。現役最終年はヤマハに所属、背番号は39であった。

## 人物・来歴
三重県出身。三重高等学校では甲子園の出場経験を、法政大学では大学選手権優勝の経験を有し、学生野球のエリートコースを歩む。4年秋にベストナインを受賞。法政大の監督を務めた青木久典は高校からの1年先輩であり稲葉篤紀（1学年上）、副島孔太（1学年下）のほか同期に深谷篤（NPB審判員）がいた。1996年に河合楽器に入社して力を蓄えると、1998年に初めてアマ日本代表に選出される。勝負強い中距離打者としてチームの主軸を任され、主将として臨んだ第72回都市対抗野球大会（2001年）では、.474の打率を残して河合楽器の都市対抗初優勝に大きく貢献。大会最優秀選手賞の橋戸賞を獲得し、同年の社会人ベストナインにも選出された。同僚に佐藤康幸、山井大介、久本祐一らがいた。
しかし、同年秋に突如河合楽器の休部が発表され、奥村は同じ浜松市に本拠地を置く同業ライバルチームのヤマハに移籍。橋戸賞選手が翌年移籍するのは異例のことであったため、大いに注目を集めたが、奥村は体調不良に陥り、ヤマハでは大きな活躍を見せることなく1年限りで現役を引退した。

## 日本代表キャリア
- 第13回アジア大会日本代表（1998年）
- 4か国対抗戦日本代表（1999年第1次）

## 主なタイトル・表彰
- 第72回都市対抗野球大会橋戸賞（2001年）
- 社会人ベストナイン外野手（2001年・外野手）
- 第46回JABA静岡大会敢闘賞（1998年）